# M38 (бронеавтомобиль)
M38 (англ. Light Armored Car M38) — лёгкий бронеавтомобиль США периода Второй мировой войны. Известен также под его экспортным названием «Вольфхаунд» (англ. Wolfhound). Создан отделением «Шевроле» компании «Дженерал Моторс» в 1943 году для роли лёгкого разведывательного бронеавтомобиля, замены M8 «Грейхаунд». Прототип бронеавтомобиля, под первоначальным обозначением T28, был собран в октябре 1943 года и по результатам испытаний был принят на вооружение США в феврале 1945 года. Планировалось начать массовое производство M38, однако из-за окончания войны оно было отменено.